# Hooibeestje
Het hooibeestje  (Coenonympha pamphilus) is een kleine vlinder uit de onderfamilie van de zandoogjes en erebia's (Satyrinae) en de familie Nymphalidae. Het is een standvlinder.

## Kenmerken
De voorvleugellengte bedraagt ongeveer 15 millimeter. De bovenzijde is licht oranjebruin met een, vooral bij de vrouwtjes, opvallende kleine zwarte vlek aan de punt van de voorvleugel. Zittend is vaak alleen de bruingrijze onderkant te zien. De mannetjes bezetten een territorium en maken patrouillevluchten.

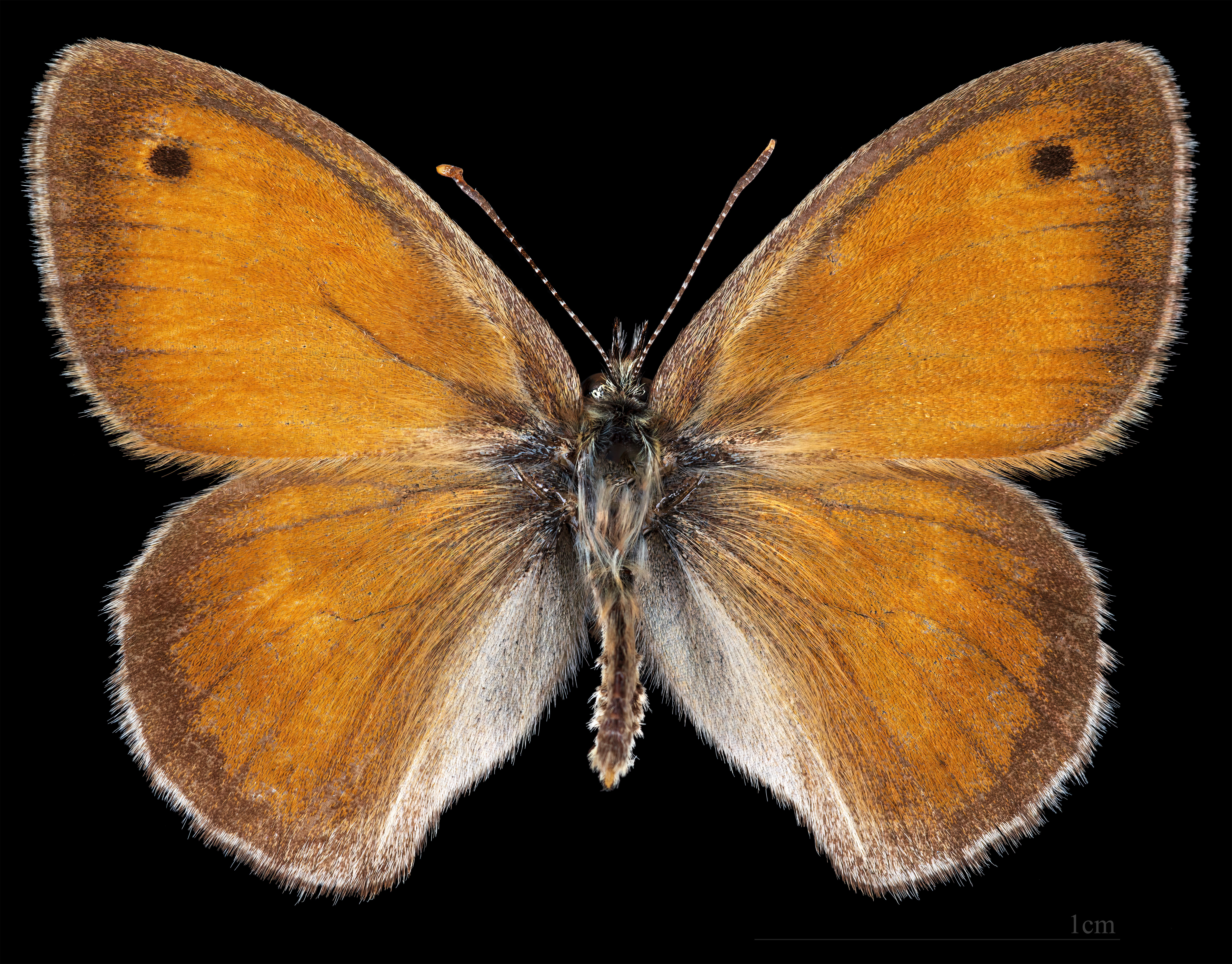
Coenonympha pamphilus ♂
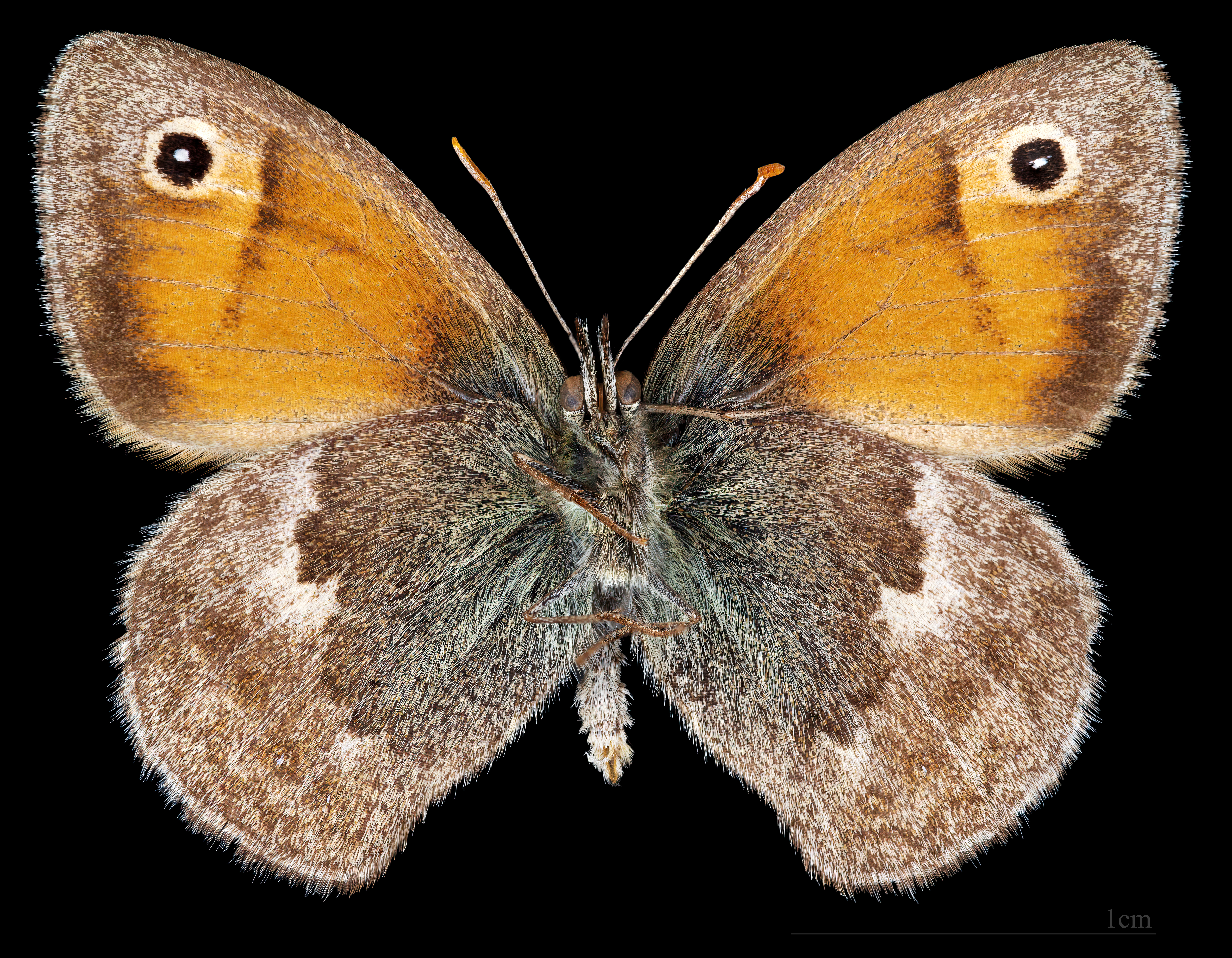
Coenonympha pamphilus ♂ △

## Verspreiding en leefgebied
Het hooibeestje komt in heel Europa voor; ook in Nederland en België is de soort algemeen. Verder komt de soort ook in noordelijk Afrika en Azië voor. 
Grasland met een niet te hoge vegetatie, bermen en heidegebieden worden als leefgebied door de vlinder gebruikt; hij is vooral te zien in mozaïekvormige begroeiingen. De vliegtijd is van februari tot en met oktober. Het hooibeestje is een slechte vlieger en daardoor vaak laag boven het maaiveld te zien. 

## Voortplanting
Er zijn jaarlijks twee generaties van deze vlinder. De eerste generatie is in mei en juni te zien. De eitjes die dan gelegd worden zullen, afhankelijk van de grassoort waarop ze zich bevinden en waarmee ze zich voeden, langzaam of sneller groeien. De snel volgroeide rupsen verpoppen zich nog hetzelfde jaar en vliegt als tweede generatie van eind juli tot ver in oktober. Hun nageslacht overwintert als jonge rups en vliegt in juni en juli van het daarop volgend jaar. De rupsen die langzamer groeien brengen de winter als volgroeide rups door en zijn vanaf de maand mei als vlinder te zien. De verpopping gebeurt aan een stevige grasstengel kort boven de grond.

## Waardplanten
Waardplanten van het hooibeestje zijn verschillende soorten grassen, zoals zwenkgras, schapengras en beemdgras. De soort overwintert als rups.

## Status
De soort heeft in Nederland in 1991 te maken gehad met een grote terugval in aantal. Dit kwam doordat de rupsen uit hun diapauze waren gekomen in een warme periode in april, waarna enige tijd later weer een koude periode met zelfs nachtvorst kwam, die veel diertjes fataal werd. Daarna zijn de aantallen weer behoorlijk hersteld.

## Externe links

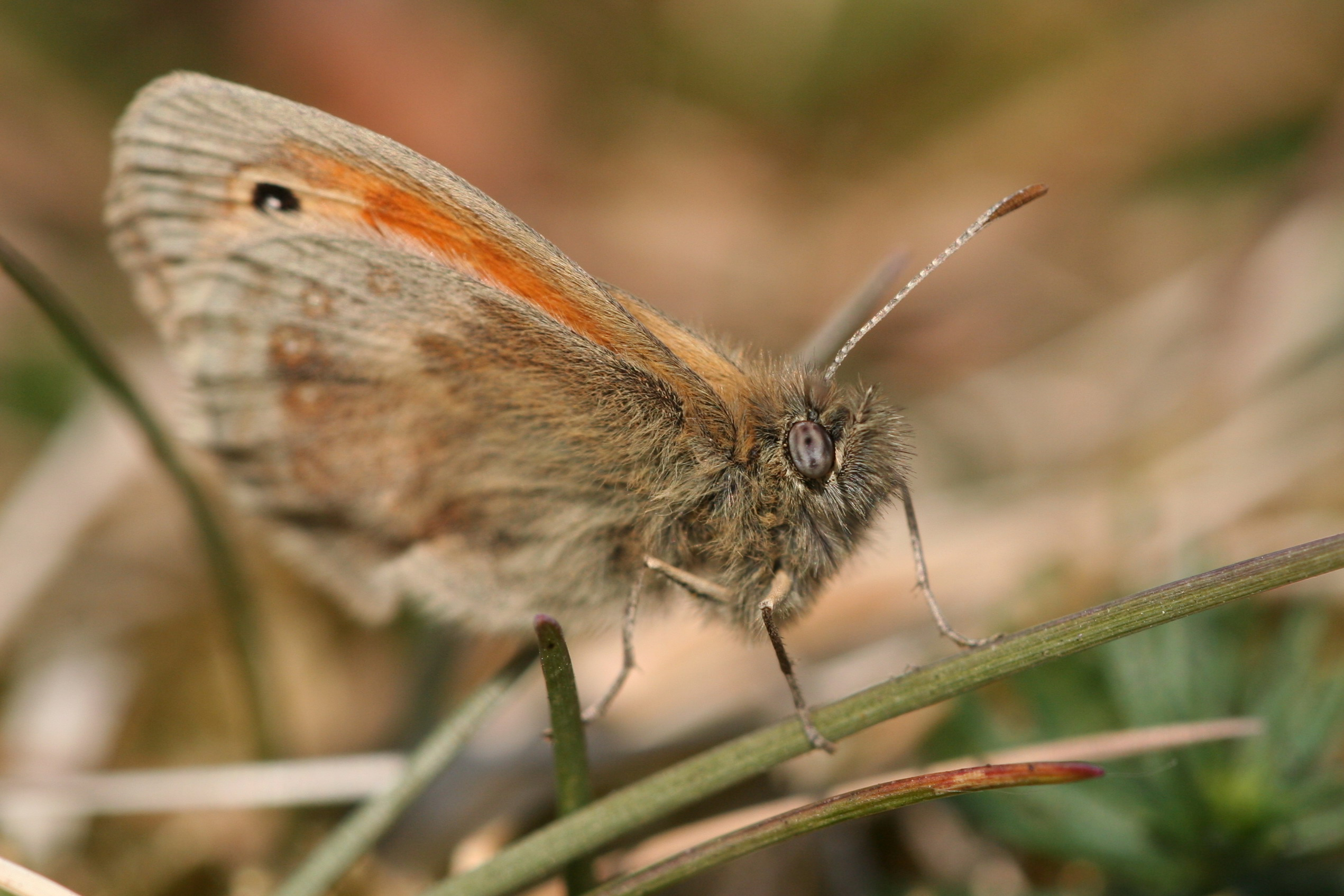
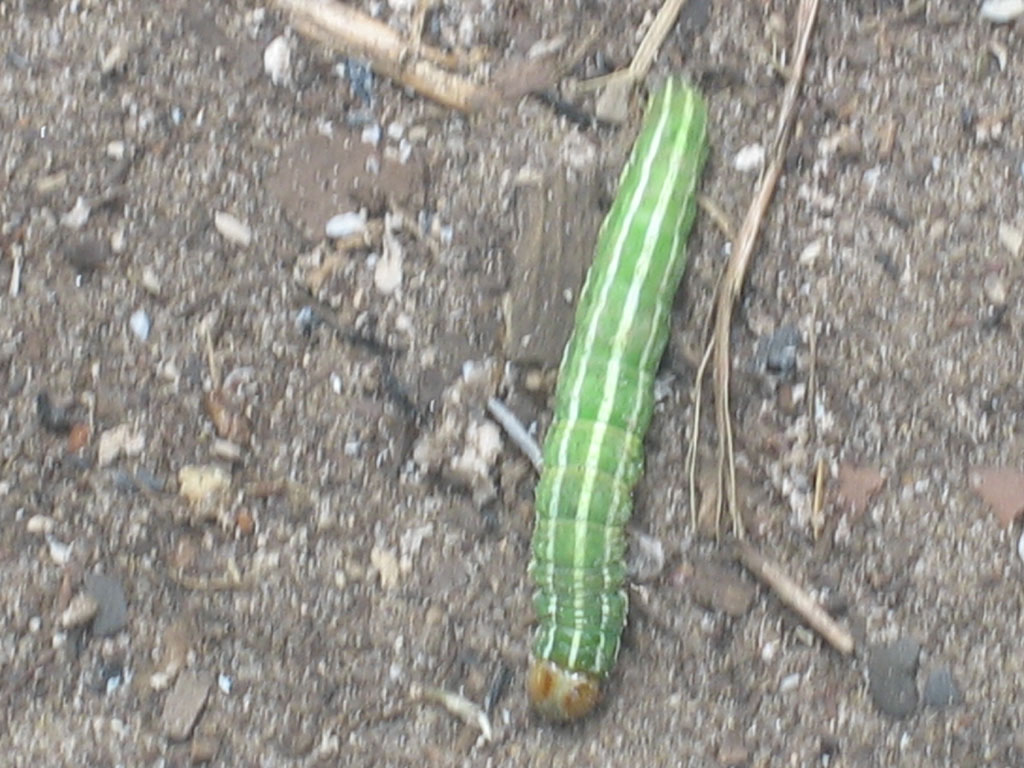